# Винницкий фонтан Roshen
Фонтан «Roshen» — фонтан, построенный в русле реки Южный Буг близ острова Кемпа (Фестивальный) в Виннице. Это крупнейший в Украине и в Европе плавучий фонтан. Входит в десятку лучших и зрелищных фонтанов мира. Его уникальность заключается в так называемой «зимующей технологии», которая позволяет опустить конструкцию под воду. Для установления фонтана и проведения реконструкции набережной были проведены работы по расчистке русла реки Южный Буг объёмом в 28000 м³ грунта.
Инженер-разработчик фонтана «Roshen» — Ральф Доу из компании Emotion Media Factory GmbH.
Использование лазерного проектора и экрана, который состоит из водно-воздушной смеси, распределённой по всей длине фонтана, позволяет демонстрировать на фонтане видео в формате 3D.
Фонтан «Roshen» был построен на средства благотворительного фонда Петра Порошенко. Общая стоимость проекта 37 млн грн.
Во время открытия пришло 70 000 жителей и гостей города, событие транслировали по телевидению. В первом сезоне центральной композицией был сингл Сары Брайтман.

## Описание
Плавучий свето-музыкальный фонтан построен по всем стандартам судостроения, классифицирован Регистром судоходства Украины как стояночное судно для зоны плавания В3 и зарегистрирован в судовом реестре. Главный проектировщик плавучей платформы фонтана и разработчик «зимующей технологии» — судостроительная компания «АВВ — дизайн», г. Киев. Балластная система позволяет платформе всплывать для проведения технического осмотра насосов. Насосная система состоит из 67 насосов датской фирмы Grundfos (от 3 до 55 кВт) для обеспечения фонтанных эффектов и 30 насосов для обслуживания балластных цистерн. Фонтан использует воду прямо из реки.
Фонтан «Roshen» содержит подвижные элементы: 4 системы UFO с электроприводом, на каждую из которых смонтировано по 40 форсунок и 11 небольших фонтанчиков, вращающихся вокруг своей оси. Плавность движения достигается с помощью преобразователей частоты Hitachi. Проектирование обеспечения силовой сети фонтана выполнялось Винницким проектным институтом.

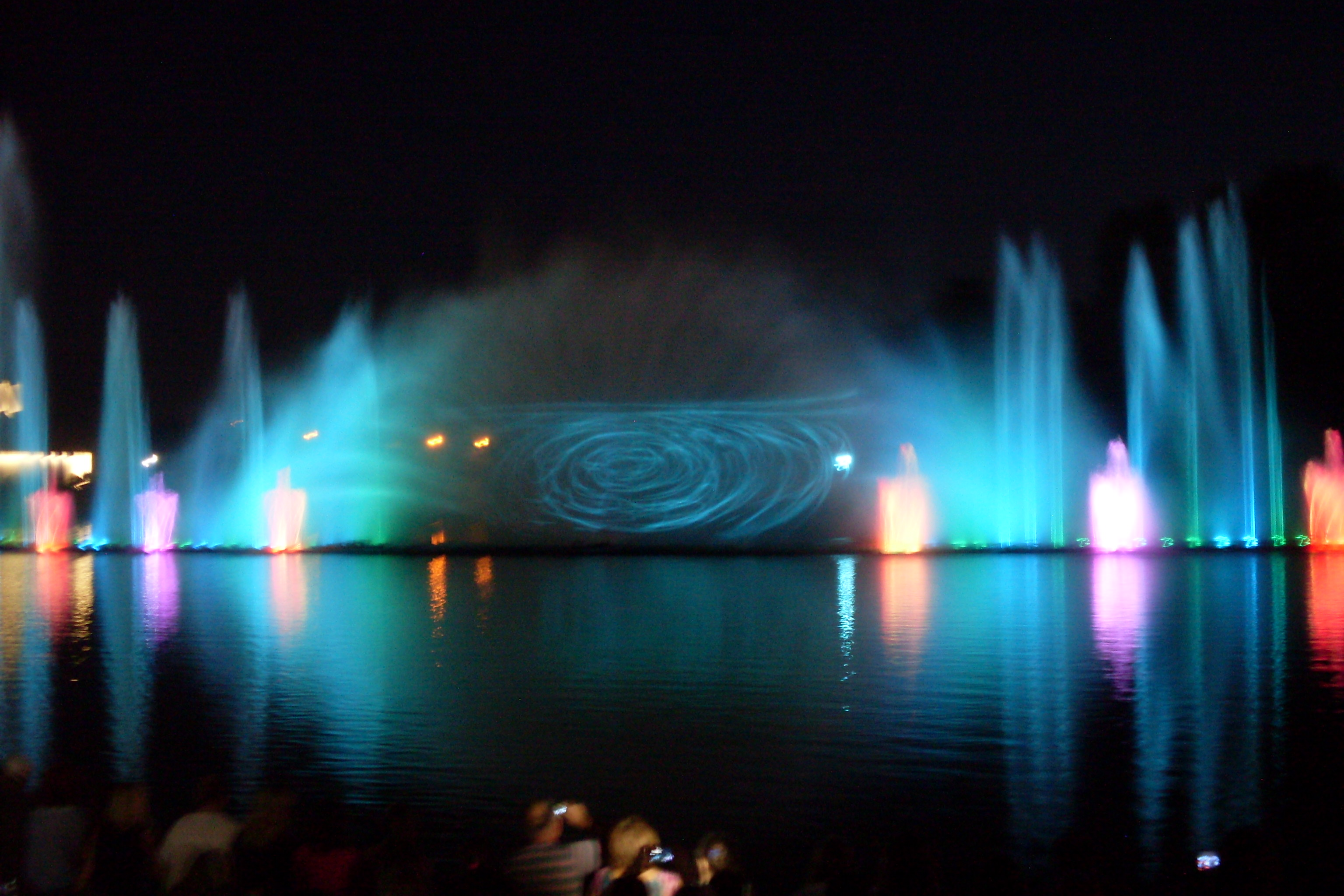
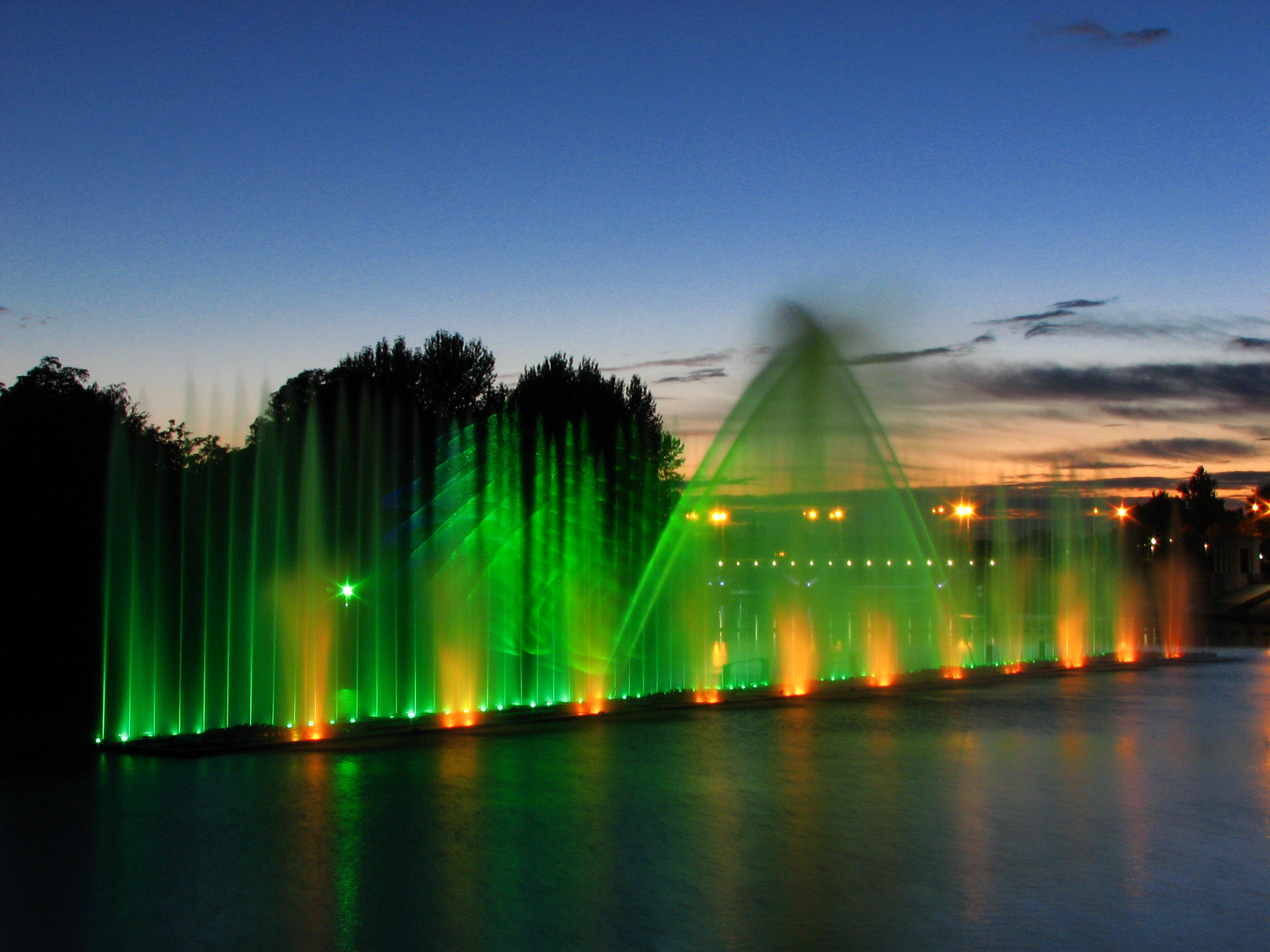
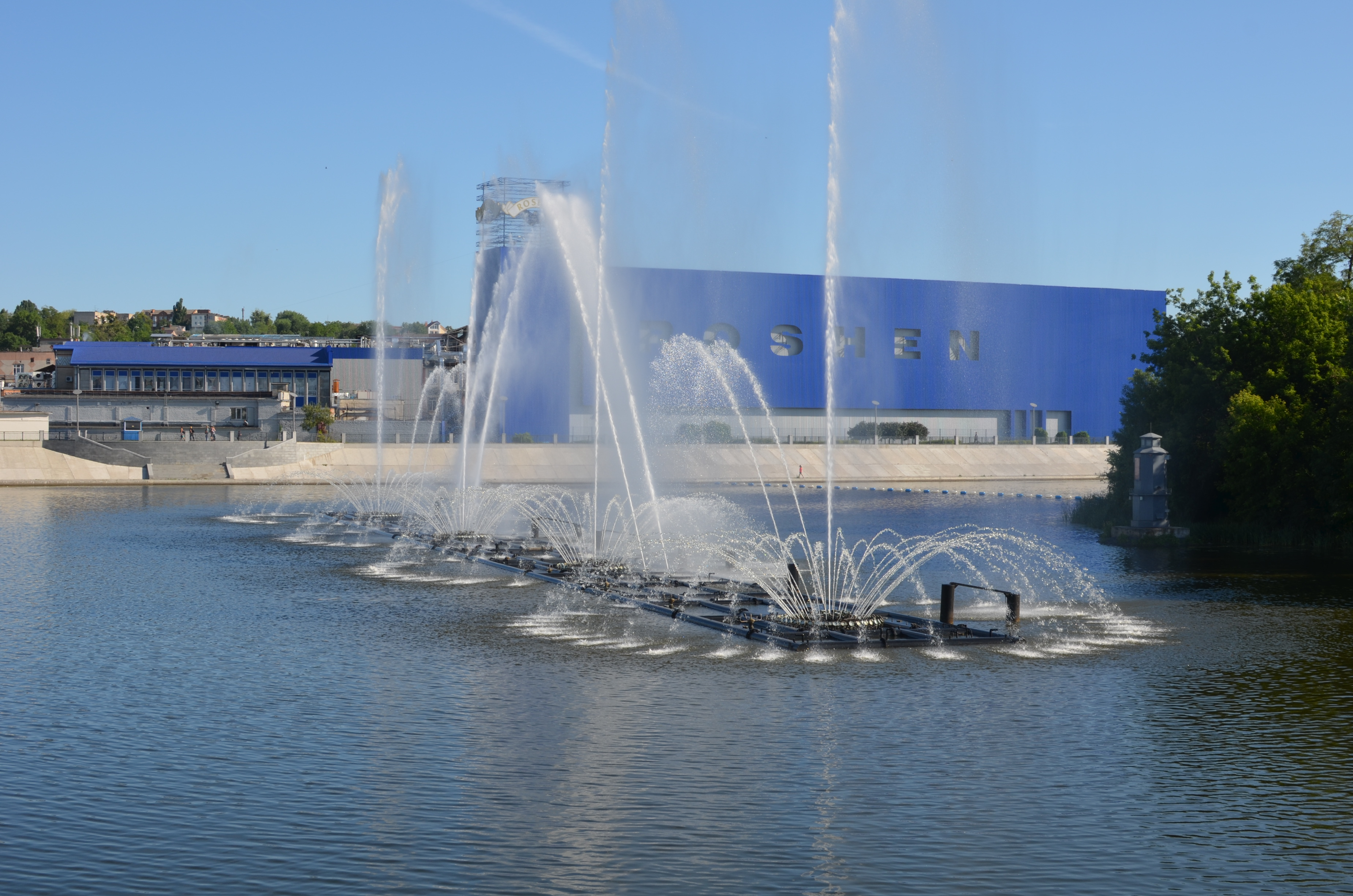
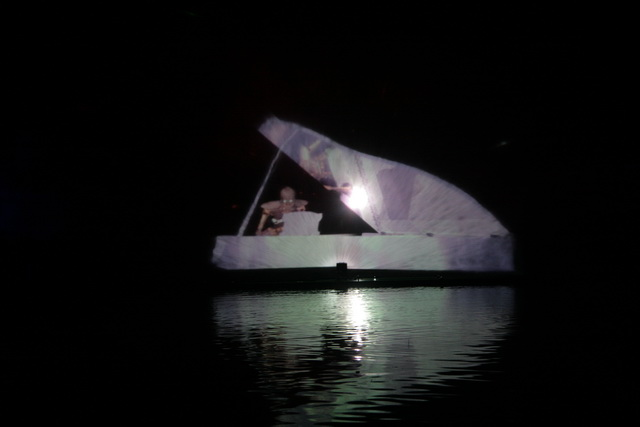
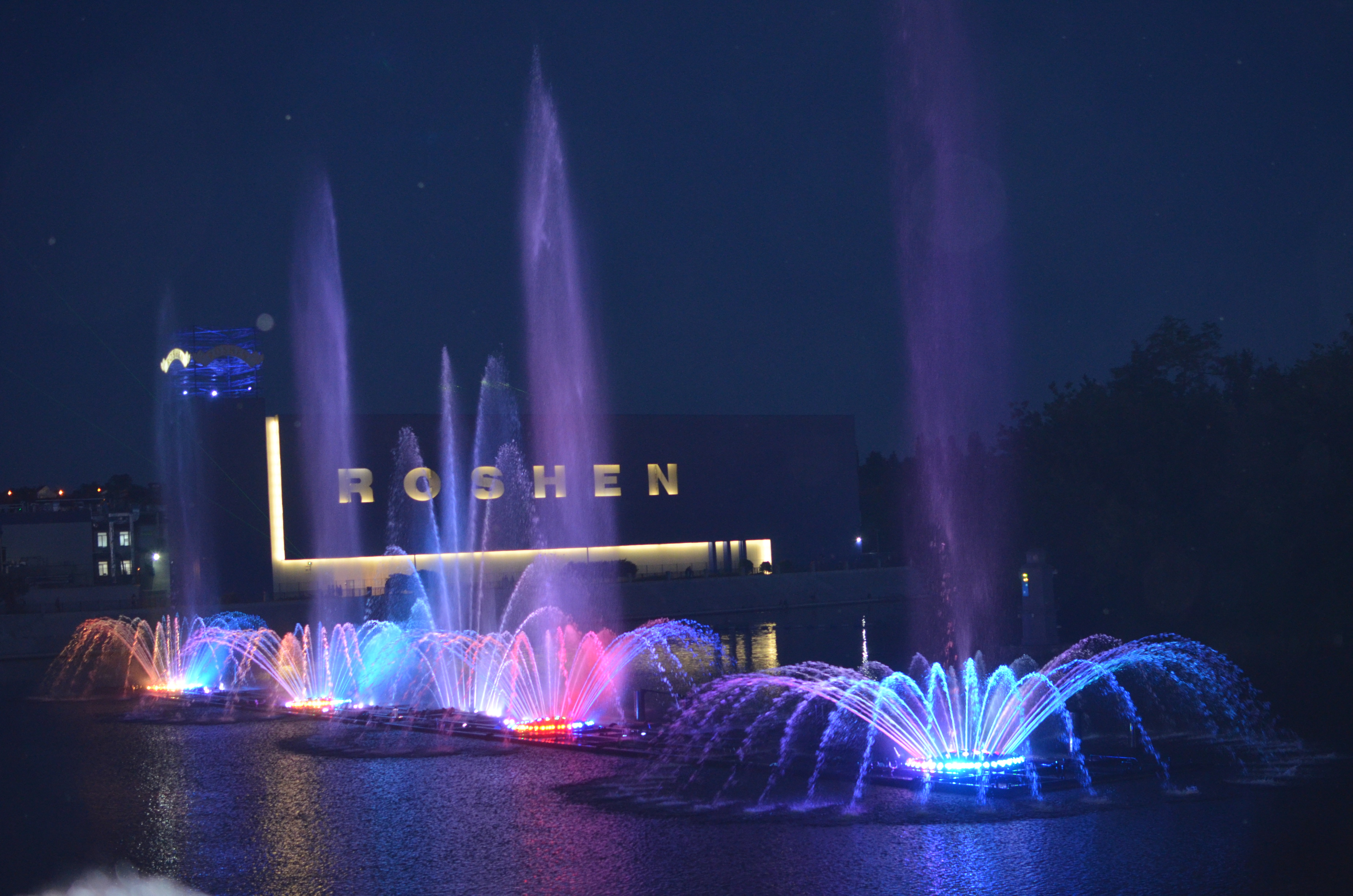

## Технические параметры фонтана
- Длина — 97 м.
- Ширина — 10 м.
- Высота центральной струи — 63 м.
- Разлёт воды по фронту — 140 м.
- Размер водного проекционного экрана — 16×45 м.
- Мощность водных насосов — 780 кВт.
- Количество подводных фонарей — 560 шт.
- Звуковая мощность аудиосистемы — 3840 Вт.

Плавучая платформа — общие габаритные размеры:
- Длина — 93,8 м.
- Ширина — 7,5 м.
- Осадка — 1,36 м.
- Водотоннажность — около 170 т.